# Mr. & Mrs. Smith (pel·lícula)
Mr. & Mrs. Smith és una pel·lícula cinematogràfica d'acció / comèdia, dirigida per Doug Liman i escrita per Simon Kinberg. La música original va ser composta per John Powell. Els actors Brad Pitt i Angelina Jolie interpreten un matrimoni avorrit amb una vida grisa. Tots dos són assassins a sou contractats per agències rivals. Quan ho descobreixen competeixen per matar-se l'un a l'altre. La pel·lícula va recollir uns 478 milions de dòlars a nivell mundial.

## Argument
Mr. i Mrs. Smith són dos assassins a sou que treballen per a dues organitzacions rivals. S'han conegut en circumstàncies ben curioses a Colòmbia, cadascun treballant per a una firma secreta sense que l'altre ho sàpiga, fins al dia en què es creuen en una missió. La regla és simple: un dels dos ha de morir, i serà l'altre qui el matarà...

## Repartiment
- Brad Pitt: John Smith
- Angelina Jolie: Jane Smith
- Vince Vaughn: Eddie
- Adam Brody: Benjamin Danz
- Kerry Washington: Jasmine
- Keith David: Pare
- Chris Weitz: Martin Coleman
- Rachael Huntley: Suzy Coleman
- Michelle Monaghan: Gwen
- Perrey Reeves: Jessie
- Stephanie March: Julie
- Jennifer Morrison: Jade
- Theresa Barrera: Janet
- Jerry T. Adams: Bull
- Melanie Tolbert: Jamie

## Banda sonora
- Mondo Bongo, interpretat per Joe Strummer i The Mescaleros
- Beautiful People, interpretat per Peplab
- Thrillseeker, interpretat per Puretone
- Por Una Cabeza, interpretat per Carlos Gardel
- Express Yourself (Mocean Worker Remix), interpretat per Charles Wright & The Watts 103rd Street Rhythm Band
- Nothin' But a Good Time, interpretat per Poison
- Tainted Love, interpretat per Soft Cell
- The Worst Day Since Yesterday, interpretat per Flogging Molly
- Lay Lady Lay, compost per Bob Dylan i interpretat per Magnet
- (Who Discovered) America?, interpretat per Ozomatli
- Baby Baby, interpretat per Amy Grant
- Making Love Out of Nothing at All, interpretat per Air Supply
- Used to Love Her (But I Had to Kill Her), compost per Guns N' Roses i interpretat per Glow Skulls
- Assassin's Tango, interpretat per John Powell
- Oxidados, interpretat per Plastilina Mosh
- The Girl from Ipanema, interpretat per Antônio Carlos Jobim